# AB Förenade Piano- och Orgelfabriker
AB Förenade Piano- och Orgelfabriker bildades 1917 genom övertagande av aktiemajoriteten i fem bolag i branschen, Östlind & Almquist, J.G. Malmsjös Pianofabrik, A.G. Rålins Orgel- & Pianofabrik i Åmål och C.B. Pettersson i Herrljunga. Dessas verksamhet bedrevs från 1918, och huvudkontoret var beläget i Arvika. Man hade 1930 omkring 275 anställda, och år 1948 omkring 165.
Företaget gjorde konkurs 1971.